# Biperideno
O biperideno é um fármaco anticolinérgico, muito utilizado como tratamento adjuvante de doentes com Parkinson.

## Indicações
Tratamento da síndrome parkinsoniana (inclusive a induzida por neurolépticos), diminuindo a rigidez e os tremores.

## Mecanismo de Ação
Biperideno é um agente anticolinérgico de ação predominantemente no Sistema Nervoso Central. Atua bloqueando preferencialmente o receptor muscarínico M1 de acetilcolina, principal tipo de receptor para esse neurotransmissor no cérebro, mas que também pode ser encontrado no sistema nervoso periférico.

## Efeitos colaterais
Os mais comuns são: boca seca, fadiga, tontura, distúrbios de memória, confusão mental, constipação e midríase.
Foram relatados casos de redução da fase do sono-REM em alguns pacientes.

## Interações medicamentosas
A administração simultânea com outros medicamentos anticolinérgicos, como a atropina, escopolamina, tropicamida, pancurônio etc, pode potencializar os efeitos colaterais ao nível central e periférico do sistema nervoso.